# ジェームズ・ドレスノク
ジェームズ・ジョゼフ・ドレスノク（James Joseph Dresnok 1941年 - 2016年11月）は、アメリカ合衆国出身の軍人。陸軍の一等兵として軍事境界線の警備に従事していたが、1962年に朝鮮民主主義人民共和国（北朝鮮）へと亡命した。ジョー・ドレスノク(Joe Dresnok)とも表記される。

## 来歴
バージニア州リッチモンド市出身。10歳の時に両親が離婚し、父親とともにペンシルバニア州へ移る。弟は母親に引き取られ、離婚後2人とは会っていない。父親は新しい女性を見つけたが、その女性がドレスノクを育てることを拒んだため、児童養護施設に送られた。17歳の時、高校を中退して陸軍に入隊した。その後結婚したが、西ドイツの米軍基地に配属されている間、アメリカに残っていた妻が浮気し、帰国後に離婚を告げられる。次いで韓国に配属され、軍事境界線での警備に就いた。
1962年8月15日、仲間の兵士が食事をとっている隙に、境界線を越えて北朝鮮領内に逃亡した。脱走時の階級は、二等兵だった。その時の心境について、「自分の子供時代、結婚、軍隊生活すべてに嫌気がさしていた。俺はならず者だった。自分が行く場所は一つしかなかった」と後に話した。
北朝鮮の生活は過酷であった。1962年5月28日に脱走したラリー・アレン・アブシャー上等兵、1963年に脱走したジェリー・ウェイン・パリッシュ伍長とともに平壌の寺洞区域の家で暮らしていたところに、1965年1月、新たに脱走してきたチャールズ・ジェンキンス軍曹が加わった。4人とも北朝鮮に居つこうと思っていたわけではなく、共産主義のシンパでもなかった。ジェンキンスが来たとき、どうして軍曹である彼が脱走したのか聞いたところジェンキンスが「ベトナムに行きたくなかった」と答えたのに対し、ドレスノクは「あなたは片足を煮え湯の鍋に突っ込んでいたのかもしれないが、ここへ来たら火の中に飛び込んだも同然だ」と話した。1965年6月、彼らは寺洞から万景台区域へと移された。万景台に移って間もなく、病院に入院していたアブシャーが退院して加わったが、ドレスノクはさっそくアブシャーの性格の弱さに付け込んでこき使った。ドレスノクは着ていた服を投げ出しては拾えだの洗えだのと命じ、アブシャーはその通りにやってしまう。身長196センチ、体重120キログラムという巨漢の彼は生まれついてのガキ大将タイプで、見かねたジェンキンスがアブシャーにドレスノクの言うことをきくのはやめろと言い、さらに洗濯を拒んだアブシャーにドレスノクが詰め寄ったときドレスノクに先制パンチを食らわした。その後、アブシャーがいじめられることはなくなったが、ドレスノクとジェンキンスの荒々しい関係の始まりになった。
1966年春、配給が乏しくなってきたとき、配給担当の者が品不足のため肉の缶詰が配給できないと伝える一方、豚1匹を連れてきたことがあった。4人は春から夏にかけて豚1匹を太らせるために悪戦苦闘したが、晩秋になってようやく肥えてきて、肉の保存に適した寒冷な気候になったとき幹部たちの一団がやってきて彼らの目の前で解体しだした。アブシャーが罵り声を挙げて銃口を突き付けられた。その場はアブシャーが謝罪して収まったが、さすがに4人は収まらず、労働党本部へ行って指導員が配給品を横流ししていると訴えた。さらに、ソ連大使館がすぐ先に見えたので、亡命を申請したがこれは失敗に終わった。その後、4人は太陽里の新しい住居に移った。
4人はアブシャー、パリッシュ組とドレスノク、ジェンキンス組の2組に分けられて徹底的に監視され、互いに連絡を取りあうことさえ禁止された。ジェンキンスの証言によれば、ドレスノクは体制側に付いて、よく自分を殴ったという。彼は巨体を遺憾なく発揮し、仲間を殴ることを楽しんでいたという。
ドレスノクは北朝鮮の反米プロパガンダ映画『名もなき英雄たち』に“ミスター・アーサー”という役名で出演した（ジェンキンスも出演した）。そのため、北朝鮮では“ミスター・アーサー”と呼ばれている。
1978年、イタリアから拉致されてきたルーマニア人ドイナ・ブンベアと結婚。ドイナが1997年にガンで他界した後、1999年、北朝鮮人とトーゴ人のハーフである女性ダダと再婚した。ドイナとの間に2人の息子シオドア・リカルド・ドレスノクとジェームズ・ガブリエル・ドレスノク、ダダとの間に息子トニーがいる。
アブシャーとパリッシュについて、北朝鮮政府は「国内で自然死した」と説明している、ジェンキンスは2004年、美花、ブリンダの2人の娘とともにジャカルタへ出国、妻で日本人拉致被害者の曽我ひとみと再会、日本へと渡った。よって、ドレスノクは北朝鮮国内に残っている最後の逃亡アメリカ兵であった。
2007年、イギリスのドキュメンタリー映画「Crossing the Line」とアメリカ・CBSのニュース番組「60 Minutes」に出演し、北朝鮮に渡った経緯などについて初めて語った。このどちらにも息子のジェームズ・ガブリエル・ドレスノクが出演したが、その顔立ちがドイナにそっくりで、名前もドイナの弟と同じガブリエルだったことから、ルーマニアの家族が拉致されていたのはドイナだと確信した。
2016年11月に脳卒中で死去した 。74歳没。